# Thomas Bredsdorff (litteraturhistoriker)
 Der er flere personer med dette navn, se Thomas Bredsdorff.
Thomas Bredsdorff (født 1. april 1937 i Silkeborg) er en dansk litteraturforsker og kritiker. Han er søn af Morten Bredsdorff.
Han er cand. mag. i dansk og engelsk 1965, lic. phil. 1972 og dr. phil. 1976 fra Københavns Universitet, hvor han var professor i nordisk litteratur fra 1978 til 2004. Han udfolder sig fortsat i bøger og som kulturmedarbejder ved dagbladet Politiken. Med et fagligt udgangspunkt i filologien og nykritikken har Thomas Bredsdorff udviklet nærlæsningen af litteraturen som et redskab der kan bruges til at belyse spørgsmål fra andre fag- og livsområder, fra social- og idéhistorie over psykologiske og eksistentielle spørgsmål til aktuel samfundsdebat. Historisk har Thomas Bredsdorff forsket i 18- og 1900-tallets litteratur, men først og fremmest i 1700-tallet, som han skrev disputats om (Digternes natur, 1976) og hvorom han senere har udgivet afhandlingen Den brogede oplysning (2004). Bogen er et opgør med ensidige fremstillinger af oplysningen som en strømning udelukkende med vægt på fornuftsdyrkelsen. I stedet argumenterer Bredsdorff for kompleksiteten og for de talrige kombinationer af fornuft og følelse i perioden, på grundlag af læsninger af nordisk litteratur. Thomas Bredsdorffs bøger og artikler henvender sig både til fagfæller og til det almene publikum. Som formidler af sit fag har han desuden fungeret som anmelder i Kristeligt Dagblad 1959-1964, som kulturmedarbejder ved dagbladet Politiken siden 1965 samt som gæsteforelæser og gæsteprofessor ved mange udenlandske universiteter, blandt andet ved University of California, Berkeley i 2005. Æresdoktor ved Lunds Universitet 2001. 15. november 2001 blev han Ridder af 1. grad af Dannebrogordenen. I 2015 modtog han Svenska Akademiens nordiske pris. I 2021 modtog han Lis Ahlmanns hæderslegat for "godt håndværk i litteraturens tjeneste".

## Selektiv litteraturliste
- Sære fortællere. Hovedtræk af ny dansk prosakunst (1967)
- Kaos og kærlighed. En studie i islændingesagaers livsbillede (1971, ny udg. 1995, eng. udg. 2001)
- Digternes natur. En ides historie i 1700-tallets danske poesi (disp., 1976)
- Tristans børn (1982)
- Magtspil. Europæiske familiestykker (1986, ny udg. 1998)
- Den bratte forvandling. Om digteren Sylvia Plath (1987)
- De sorte huller. Om tilblivelsen af et sprog i P.O. Enquists forfatterskab (1991)
- Med andre ord. Om Henrik Nordbrandts poetiske sprog (1996)
- Den brogede oplysning. Om følelsernes fornuft og fornuftens følelse i 1700-tallets nordiske litteratur (2003)
- Dansk litteratur set fra månen. Om sjælen i digtningen (2006)
- Tolerance – eller hvordan man lærer at leve med dem, man hader (s.m. Lasse Horne Kjældgaard, 2008, sv. udg. 2012)
- Ironiens pris (2011)
- Tøsne og forsytia (2017)
- Johannes Ewald og frygten for frihed (2021)
- Lykkeligt nær  (2024)

### Udvalgte artikler
- Thomas Bredsdorff (1. juni 2002), "The Paradox of the Reseach Libary", Magasin fra Det Kongelige Bibliotek, 15 (2): 59-68, doi:10.7146/MAG.V15I2.66860, Wikidata  Q125993072
- Thomas Bredsdorff (20. december 2014), "Feminism with a Good Laugh – Holberg, Irony, and Equal Rights", Scandinavistica Vilnensis (9): 17-26, doi:10.15388/SCANDINAVISTICAVILNENSIS.2014.9.2, Wikidata  Q117843761